# Sathya Sai Baba
Sathya Sai Baba, ursprungligen Sathya Narayana Raju, född 23 november 1926 eller möjligen samma datum 1927–1929 nära byn Puttaparthi, Andhra Pradesh, död 24 april 2011 (eller möjligen inofficiellt några veckor tidigare, enligt vissa källor) i Puttaparthi, Andhra Pradesh, var en kontroversiell indisk guru med internationell verksamhet. Antalet anhängare har uppskattats till tre miljoner, men rörelsen själv har uppgett talet 10 miljoner.

## Anspråk och namn
Som barn vägrade han äta om något kött serverades, och senare i sin livsundervisning framhöll Sai Baba ofta värdet av att avstå från att utöva våld mot människor och djur och följa en vegetarisk kosthållning. I tonåren förklarade han sig vara en reinkarnation av gurun Shirdi Sai Baba, och tog dennes namn. Vidare påstod han sig vara en avatar (förkroppsligande) av de hinduiska gudarna Shiva och Shakti med allestädesnärvaro och allsmäktighet. 

## Mirakelförmågor, verksamhet och kontroverser
I ett antal reportagefilmer och böcker – till exempel boken Min Baba och jag (1985) och den svenske förre lärjungen Conny Larssons biografiska berättelse i Guds lille clown (1998) – förevisas och beskrivs alla de många mirakler han utförde, såsom ett mycket stort antal materialiseringar av olika slags föremål, ädelstenar, fotografier med skiftande bilder, miniatyrkopia av månen, så kallad "helig aska", som utan annan yttre påverkan automatiskt formerade sig till statyer etc, allt fullt synligt för filmkameror och stora mängder åskådare. Dessa föremål, som han oftast delade ut till åskådare som gåvor, ändrade sedan långt senare inför ägarnas ögon form och utseende av sig själv runt om i världen. Han sägs också ha gjort sig synlig på olika platser i världen samtidigt, uppväckt människor från döden, förändrat sitt eget utseende inför åskådare och så vidare. 
Han beskrev i boken Min Baba och jag de olika livsfaserna i en avatars liv, där en tidigare fas bland annat innebär ett fokus på materialiseringsförmåga, vilken han hävdade efterhand avtar i senare faser. Dock blev han världsvida känd inte minst för sin förmåga till materialiseringar, och de otaliga pilgrimerna väntade sig få se detta.
Babas lära är en form av synkretistisk hinduism med mycket sträng morallära. Han ansåg att alla världsreligioner leder till Gud. Kritikerna ifrågasatte alla de övernaturliga krafter som Baba ansågs ha, och menade även att han underhöll olämpliga sexuella relationer med pojkar och unga män, som besökte honom för vägledning och behandling av olika problem. Han menade dock att detta var en del av behandlingen för frigörelse av blockerade energier i kroppen och hänvisade till gammal indisk tradition med bland annat tantra, något han hävdade att västerlänningar hade svårt att förstå. I samband med dessa skandalrykten mot slutet av hans levnad vände sig många tidigare anhängare bort från honom, vilket han beklagade.
Baba lät med donerade medel i Indien bygga stora anläggningar med sjukhus, universitet och skolor med mera. Han avled officiellt den 24 april 2011, efter mer än tre veckor på sjukhus, men enligt vissa källor kan det inofficiella dödsdatumet ha varit några veckor tidigare, då en särskild sorts frysförvaringskista beställdes åt honom redan i början av april. I bland annat Min Baba och jag beskriver han sig, likt till exempel Dalai lama, ha återfötts i en lång kedja av liv enligt ett speciellt mönster, och att han åtta år efter sin död ska återfödas till den sista inkarnationen i denna kedja.

## Läran i korthet
- Världen som enbart materia är en illusion, allt är Gud och endast Gud existerar i verkligheten.
- Varje människa är Gud, men oftast utan att förnimma detta.
- Meditation - so ham (upanishadiskt mantra) och jyoti (ljusmeditation).
- Erkännande av alla religioner som vägar till Gud.
- Ahimsa (icke-våld), shanthi (frid), dharma (rätt handlande), sathya (sanning) och Prema (kärlek).